# Грас
Грас (фр. Grasse) град је у Француској, у департману Приморски Алпи.
По подацима из 1999. године број становника у месту је био 43.874.

## Демографија
| 1962.  | 1968.  | 1975.  | 1982.  | 1990.  | 1999.  | 2011.  |
| ------ | ------ | ------ | ------ | ------ | ------ | ------ |
| 26.258 | 30.907 | 34.579 | 37.673 | 41.388 | 43.874 | 51.631 |

## Партнерски градови
- Вила Реал (Португалија)
- Инголштат
- Ополе
- Aryanah
- Карара
- Мурсија